# Lacropte
Lacropte é uma comuna francesa na região administrativa da Nova Aquitânia, no departamento Dordonha. Estende-se por uma área de 26,76 km². Em 2010 a comuna tinha 671 habitantes (densidade: 25,1 hab./km²).